# 9M113 (ミサイル)
9M113 コンクールス（ロシア語: 9М113 «Конкурс»：競技会の意）は、ソビエト連邦の対戦車ミサイルである。
9M113は、ロシア国防省内のGRAUが付けたミサイルの名称であり、NATOコードネームはAT-5 スパンドレル（Spandrel：三角小間の意）である。

## 概要

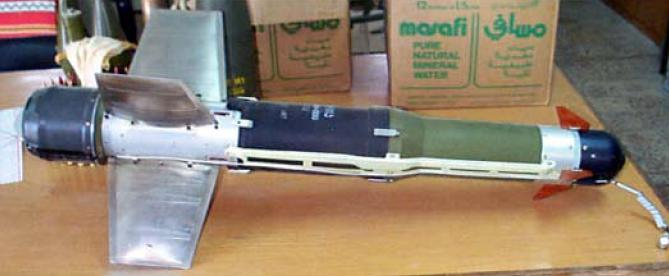
9M113の弾体

9M113は、トゥーラ機械設計局により、兵士が携行可能な戦車を撃破できる次世代の有線誘導による半自動指令照準線一致誘導方式（SACLOS）対戦車ミサイルを生み出す目的で1962年から開発が始まった。9M113は、9M111 ファゴットと並行して開発され、両者は大きさ以外はほとんど同じである。
有線誘導方式のミサイルであり、全長は約2メートル、射程は3.6キロメートルである。
配備は1974年より開始された。

## 発射・誘導機構
このミサイルは車両から発射する設計になっているが、BMP-2やBMD-2、BRDM-2の基本兵装である9M111 ファゴットの後期型発射機から撃つことも可能である。このミサイルはグラスファイバー製の保管容器兼発射筒で保管され、運搬される。
発射装置は、ガス発生装置を使ってミサイルを発射筒から打ち出すコールドローンチ方式であり、発射後のガスは無反動砲のように発射筒後部から排出される。ミサイルは80m/sで打ち出され、空中で固体燃料ロケットモーターによって即座に200m/sまで加速する。この初期の高速度はミサイルの有効射程に入ると低下するため、目標に対して曲射しなくとも直接照準で発射できる。ミサイルは1秒間に5-7回転しながら飛翔する。
発射装置は、ミサイル後端から発せられる噴射炎の激しい赤外線発光の位置を追いかけて、目標との位置のズレをミサイル後部から引き出されている細い誘導線を経由して、ミサイルに適切に指令する。発射装置は"シュトーラ"のようなアクティブ防護システム（APS）からの妨害を検出すると警報を発するので、運用者は手動操作による手動指令照準線一致誘導方式（MCLOS）のミサイルとして扱える。
半自動指令照準線一致誘導方式（SACLOS）はMCLOSよりも多くの利点があり、いくつかの情報源によればシステムの命中精度は90%であるとされているが、BGM-71 TOWやSACLOSの9M14 マリュートカと同等の性能である。

## 実戦での運用
イスラエル軍当局は、2006年のレバノン侵攻時にヒズボラが9M113 コンクールス（AT-5 スパンドレル）を使用したと公表した。イスラエル軍は、ヒズボラがレバノンでイスラエルの主力戦車に向けて使用したと主張した。
9M113は、1990年代にロシア製のオリジナルがイランに売却された後に、イランが複製した。イランは2000年ごろからTowsan-1/M113という名称で複製品の量産を開始していると言われている。
2020年9月に行われたロシアの多国間演習「コーカサス2020」で、ロシア製の9M113を誤ってロシア陸軍の「T-90A」に発射する事故が生じた。T-90Aの右側面後方に命中し、写真では「T-90A」の装甲は貫通していないが車体が黒く焦げているのが確認できる。また、砲塔旋回装置が損傷を受けたと見られる、などと報じるメディアも複数存在する。

## バリエーション
9M113 コンクールス（NATOコードネーム：AT-5 スパンドレル および AT-5A スパンドレルA）
基本型。
9M113M コンクールス-M（NATOコードネーム：AT-5B スパンドレルB）
延長式爆発プローブ付きタンデム弾頭を装備した改良型。
Towsan-1/M113
イランのコピー生産型。

## 運用
- アゼルバイジャン - 2024年時点で、アゼルバイジャン陸軍が保有[3]。
- エジプト - ファハド装甲兵員輸送車に装備。
- ブルガリア - 2024年時点で、ブルガリア陸軍が保有[4]。
- 独立国家共同体
- クロアチア - 2024年時点で、クロアチア陸軍が保有[5]。
- チェコ
- フィンランド - "PstOhj 82M"として知られる、9P135M-1発射機から運用される（実戦配備されていない）。
- ジョージア - 2024年時点で、ジョージア陸軍が保有[6]。
- ハンガリー - 2024年時点で、ハンガリー陸軍が保有[7]。
- インドネシア
- インド - 15,000のコンクールス-Mを配備[8]。
- イラン
- カザフスタン - 2023年時点でカザフスタン陸軍が保有[9]。
- キルギス - 2023年時点でキルギス陸軍が保有[10]。
- モロッコ
- モルドバ - 2023年時点でモルドバ陸軍が保有[11]。
- 北キプロス・トルコ共和国
- ペルー
- ポーランド
- ルーマニア
- スロバキア
- シリア
- トルコ
- トルクメニスタン - 2024年時点で、トルクメニスタン陸軍が保有[12]。
- ウクライナ
- アメリカ - 訓練にのみ使用。
- 北朝鮮 - [13]